# Friedrich Wichtl

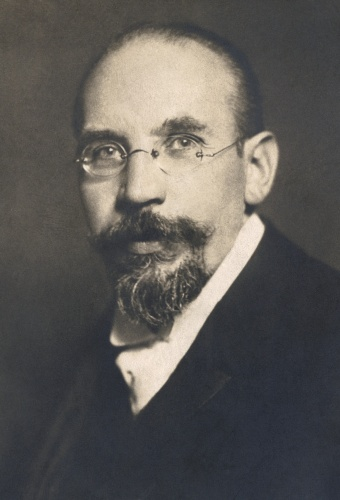
Friedrich Wichtl

Friedrich Wichtl (* 15. März 1872 in Wien; † 29. Juli 1921 ebenda) war ein österreichischer deutschnationaler Politiker und Verbreiter von Verschwörungstheorien über die Freimaurerei. Er war von 1911 bis 1918 Reichsratsabgeordneter der Deutschradikalen Partei sowie vom 21. Oktober 1918 bis zum 16. Februar 1919 Mitglied der Provisorischen Nationalversammlung für Deutschösterreich. Er war zudem Obmann des Bundes der Deutschen in Niederösterreich (Wien/Josephstadt). Wichtl war Gründer der ersten Privatrechtsschule Österreichs in Wien.

## Leben und Karriere
Der Sohn eines Buchhalters besuchte bis 1893 das Franz-Josef-Gymnasium in Wien und studierte bis 1897 Rechtswissenschaften an der Universität Wien. Während seines Studiums war er 1894 Mitgründer des wehrhaften Vereins Amicitia. Wichtl wurde 1902 zum Dr. iur. promoviert. Er arbeitete zunächst als Violinlehrer und war Instruktor in einem gräflichen Haus. Vom römisch-katholischen Bekenntnis trat er 1899 zur Evangelischen Kirche A.B. über. Im selben Jahr heiratete er Maria Josefa Müller, mit der er zwei Söhne und zwei Töchter bekam. Ab 1899 war er Inhaber und Direktor einer privaten Vorbereitungsschule und gründete dann in Wien die erste österreichische Privatrechtsschule, für die er auch eine Anzahl von Lehrbüchern verfasste.
Daneben gab Wichtl ab 1908 die Wochenzeitung Ostdeutsche Rundschau heraus und war Geschäftsführer-Stellvertreter der Deutschnationalen Geschäftsstelle in Wien. Als Abgeordneter des Wahlbezirks Böhmen 94 (Städte Krumau, Prachatitz, Hohenfurth u. a.) wurde er 1911 in den Reichsrat gewählt. Das Mandat wurde wegen des Ersten Weltkriegs bis 1918 verlängert und setzte sich nach der Auflösung der Habsburgermonarchie in der Provisorischen Nationalversammlung für Deutschösterreich fort, wo er im Verbandes der deutschnationalen Parteien (DnP) saß.
Nach seinem Tod im Krankenhaus der Barmherzigen Brüder Wien wurde Wichtl am evangelischen Teil des Wiener Zentralfriedhof bestattet.

## Verschwörungsschriften
Direkt nach dem Ersten Weltkrieg trat Wichtl mit sensationell aufgemachten unkritischen Schmähschriften gegen die Freimaurerei hervor. Am verbreitetsten war die Publikation Weltfreimaurerei – Weltrevolution – Weltrepublik. Carl Vogl behauptet, dass das Material und die Richtlinien zu dem Machwerk 1917 vom Auswärtigen Amt in Berlin geliefert worden seien. Diese Information hatte er von dem Schriftsteller Gustav Meyrink, dem Autor des Golem, dem vom Auswärtigen Amt in Berlin zuerst die Aufgabe übertragen wurde, zu Propagandazwecken einen Roman zu schreiben, in welchem der Nachweis geführt werden sollte, dass die Freimaurer am Ersten Weltkrieg schuld seien. Dieser Roman sollte auch ins Englische und Schwedische übersetzt werden und in einer Auflage von einer halben Million Exemplaren in alle Welt verschickt werden. Meyrink übernahm diese Aufgabe – wohl in der Absicht, das damit bezweckte Resultat zu entschärfen –, wurde von ihr aber wieder entbunden, da sich seine darin vertretenen Ansichten offensichtlich nicht mit denen des Auswärtigen Amtes deckten. Die Aufgabe wurde dann, so Vogl, Friedrich Wichtl übertragen.
Wichtl ist auch der Autor weiterer deutsch-nationaler Propaganda-Literatur, unter ihr die Pamphlete Dr. Karl Krámář, der Anstifter des Weltkrieges (München 1918) und Freimaurermorde (Wien 1920), die mit ihrer antisemitischen und antifreimaurerischen Propaganda unter anderem auch die Grundlage für General Ludendorffs Antifreimaurerschriften bildete. Wichtls Publikationen fanden, insbesondere vor dem Hintergrund des verlorenen Weltkriegs und in der als von großen Teilen der deutschen Bevölkerung als unsicher empfundenen Zeit des politischen und gesellschaftlichen Umbruchs, großen Anklang und ihre Wirkung auf die Öffentlichkeit lässt sich durchaus mit jener der früheren Publikationen von Leo Taxil vergleichen. Wichtl ging es darum, die Öffentlichkeit glauben zu machen, dass hinter allem revolutionären Tun, allen Umbrüchen in der Geschichte und allen Morden an wichtigen politischen Persönlichkeiten (insbesondere hinter dem Attentat auf den österreichischen Thronfolger Franz-Ferdinand in Sarajevo) eine freimaurerisch-jüdische Weltverschwörung zur Erlangung der Weltherrschaft stünde. So steht Wichtl durchaus in einer ganzen Reihe von Wegbereitern der antisemitischen Politik des Dritten Reichs. Selbst heute noch finden sich Wichtls Aussagen in fast sämtlichen Verschwörungstheorien über eine angeblich freimaurerisch-zionistische Weltverschwörung, obwohl mittlerweile zweifelsfrei nachgewiesen ist, dass sie ausschließlich Propagandazwecken dienten. 